# Bremia fitchii
Bremia fitchii är en tvåvingeart som först beskrevs av Ephraim Porter Felt 1912.  Bremia fitchii ingår i släktet Bremia och familjen gallmyggor.
Artens utbredningsområde är New York. Inga underarter finns listade i Catalogue of Life.